# القيادة العسكرية في الحرب الأهلية الأمريكية
القيادة العسكرية في الحرب الأهلية الأمريكية، وهي قيادة تأثرت بالتعليم العسكري المحترف والبراغماتية التي اكتسبت خبرة القيادة. وبما أنه لم يتلقى جميع القادات تدريبا عسكريا رسميا، فقد أنشأت الأكاديمية العسكرية الأمريكية في ويست بوينت بنيويورك والأكاديمية البحرية الأمريكية في أنابولس كوادر مخصصة من الضباط المحترفين الذين كان لفهمهم للعلوم العسكرية تأثيرا عميقا على سير الحرب الأهلية الأمريكية والتي ساعد إرثها الدائم على صياغة تقاليد الضباط الأمريكيين المعاصرين من جميع فروع الخدمات.

## الاتحاد

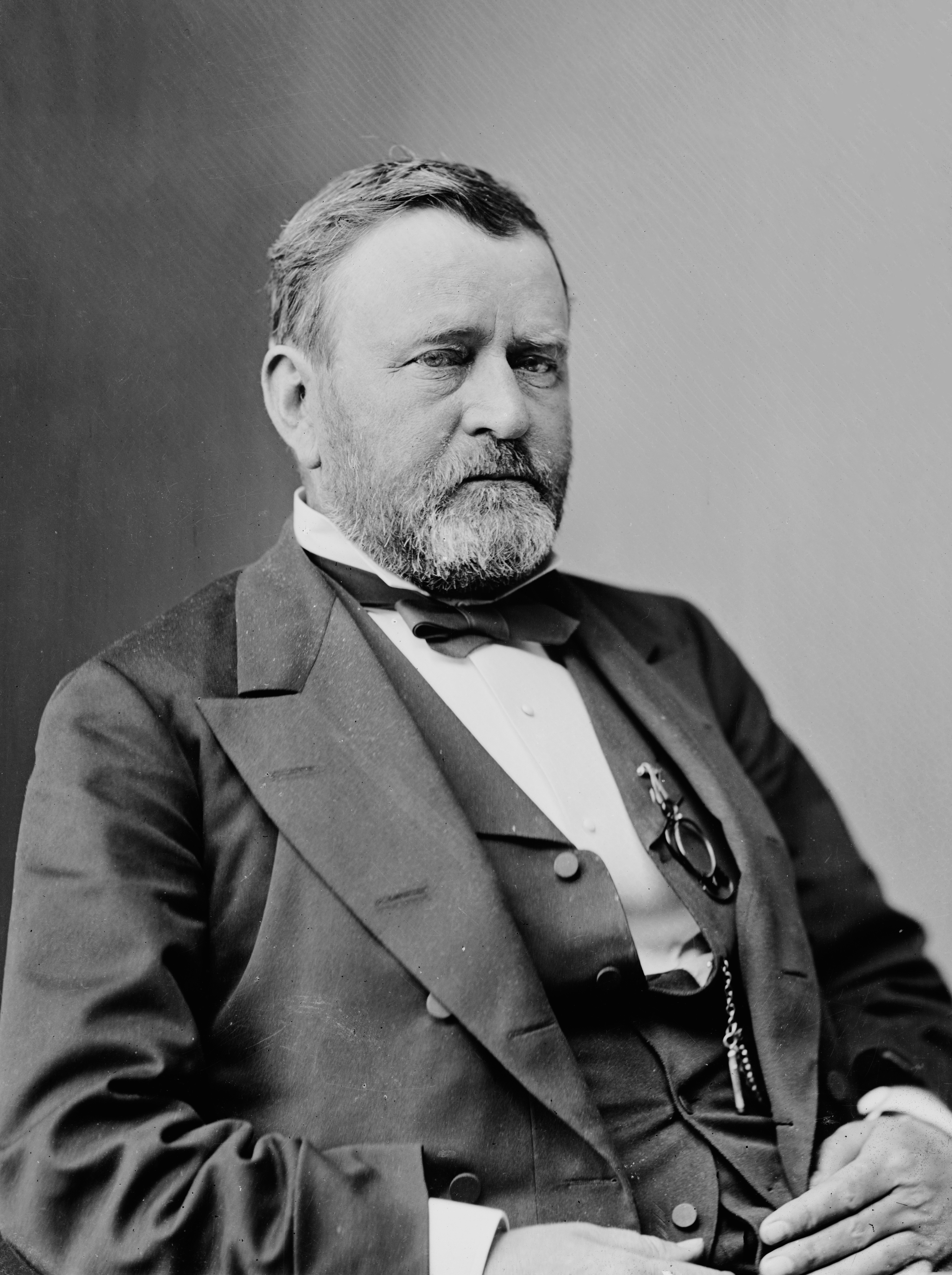
يوليسيس جرانت

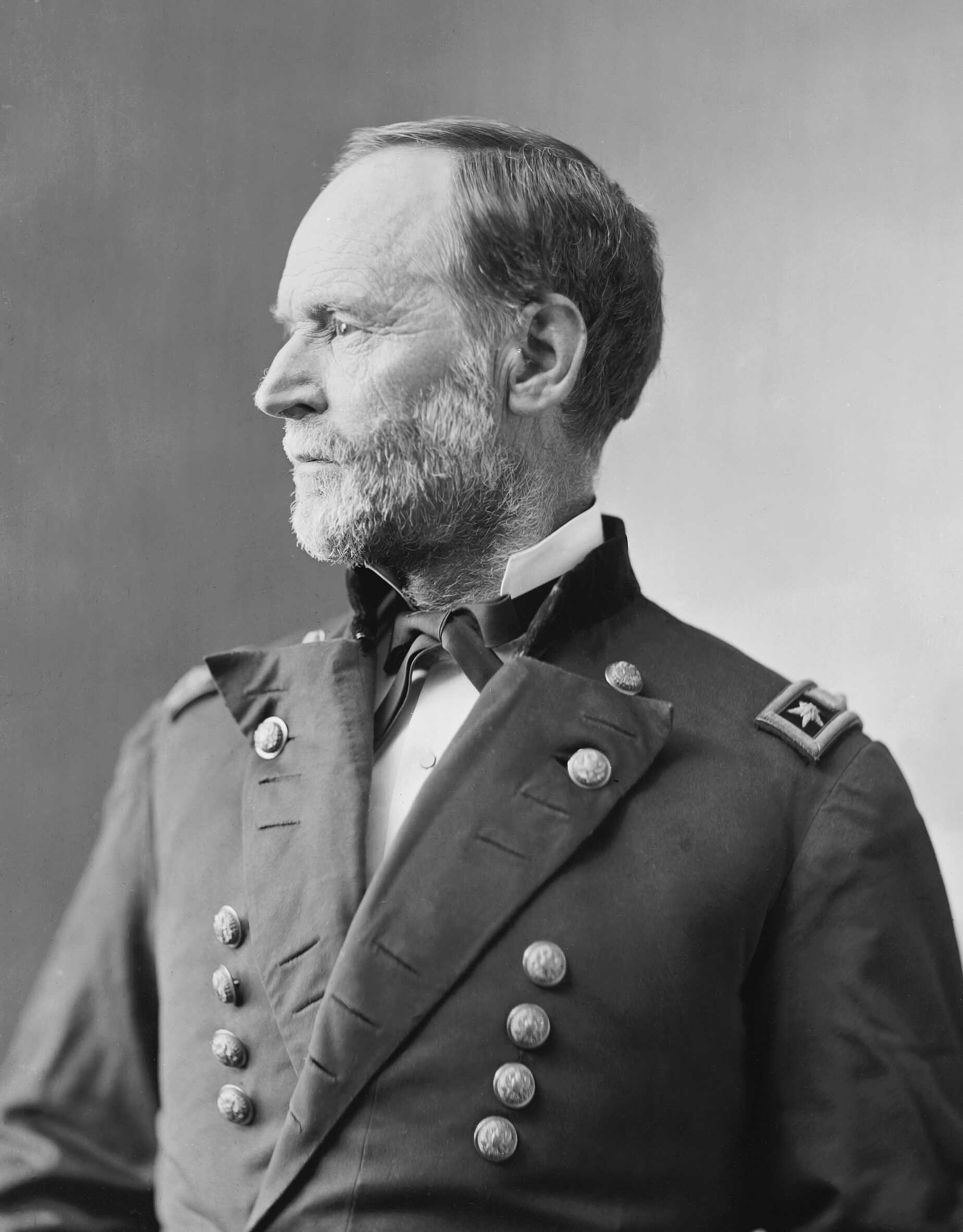
ويليام شيرمان

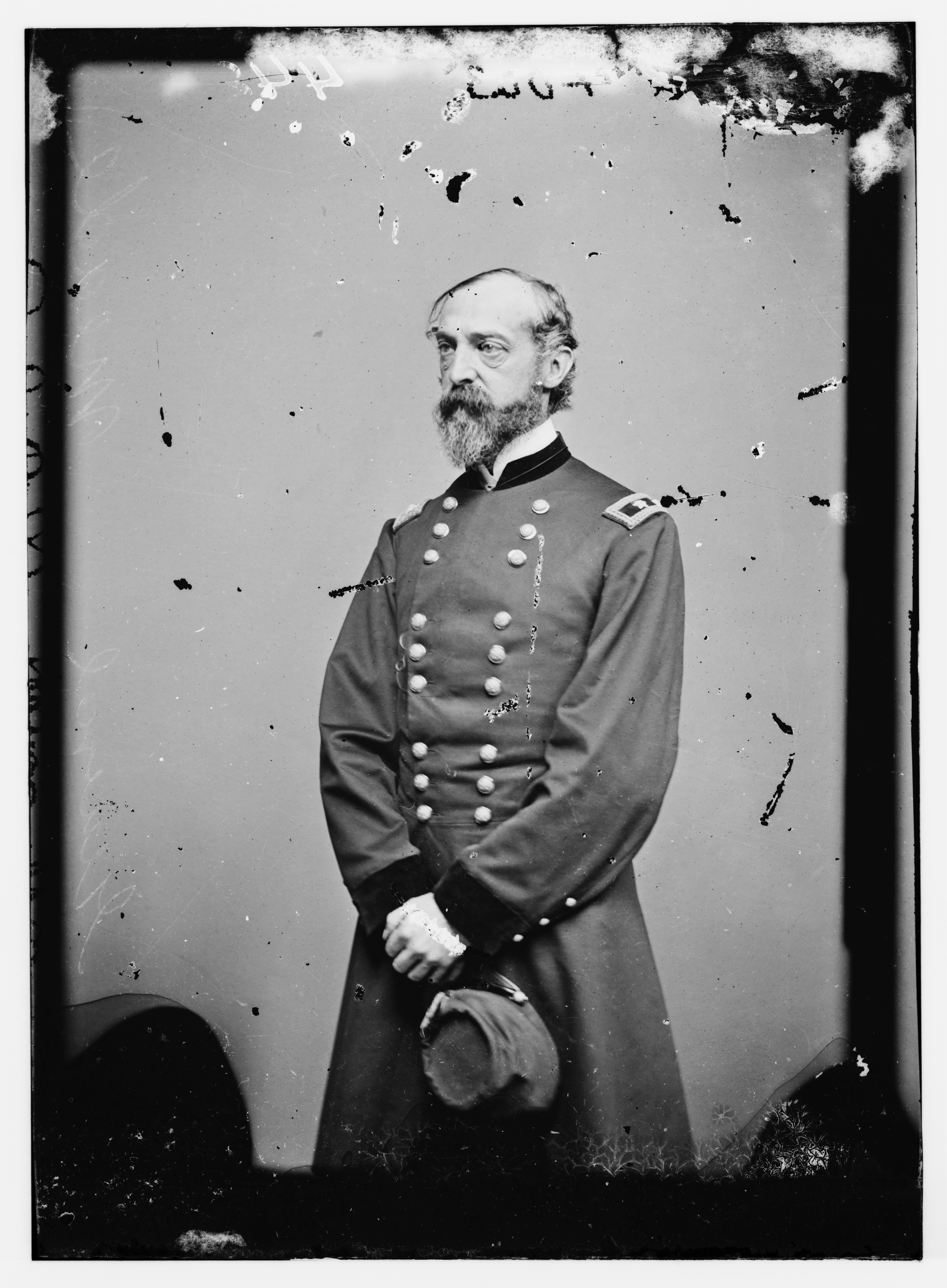
جورج ميد

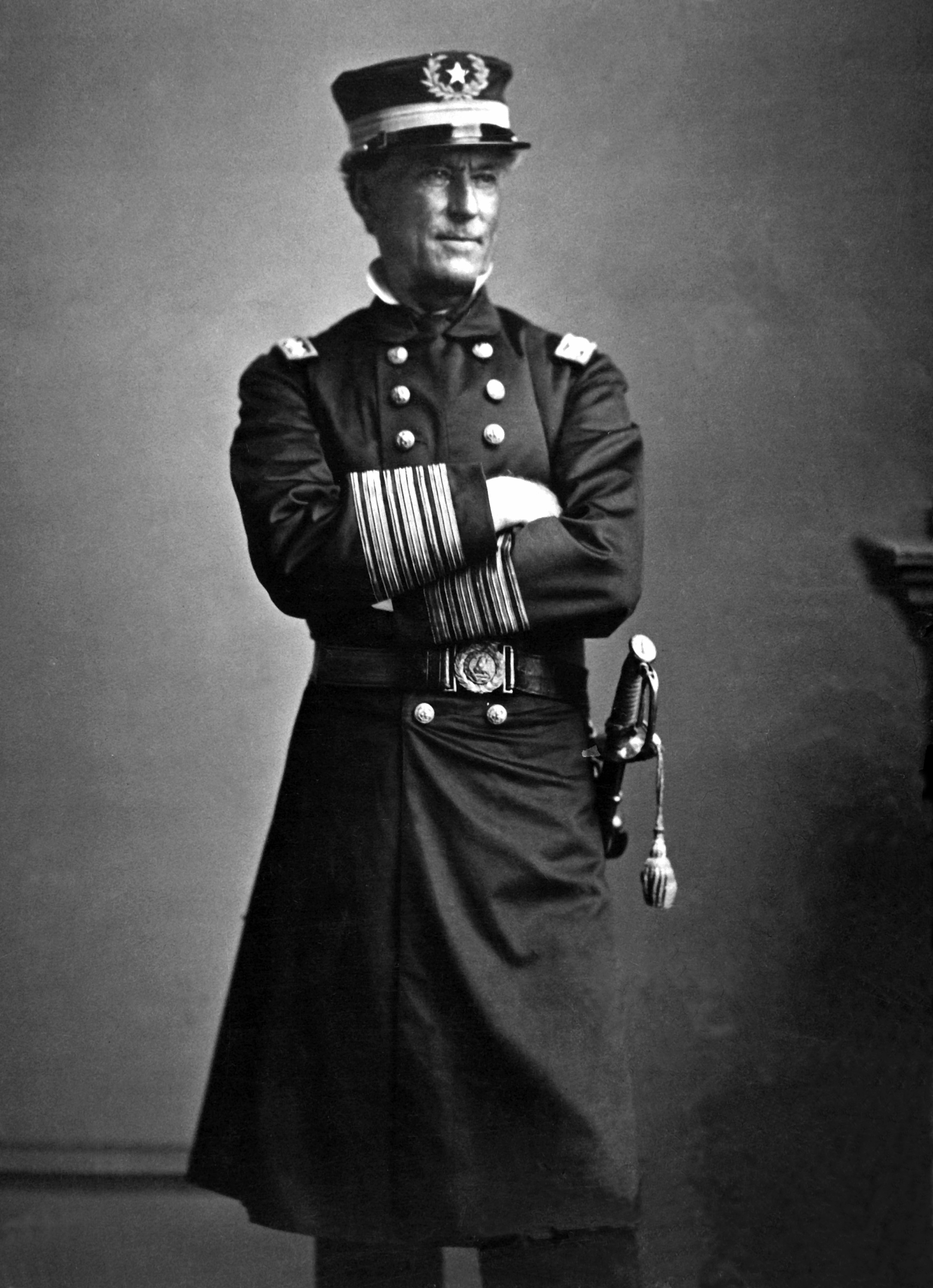
ادميرال ديفيد فاراغوت

### قادة الحرب المدنيون
كان الرئيس أبراهام لينكولن هو القائد الأعلى للقوات المسلحة لجيش الاتحاد طوال النزاع؛ وحتى اغتياله في 14 أبريل 1865، واصبح نائب الرئيس أندرو جونسون الرئيس التنفيذي للبلاد. أول أمين عام حرب للينكولن هو سايمون كاميرون؛ وفي يناير 1862 حل محل «كاميرون» إدوين ستانتون. وكان توماس السكندر سكوت مساعد الأمين العام للحرب. كان جدعون ويلز الأمين العام للبحرية، بمساعدة من مساعد الأمين العام للبحرية غوستافوس فوكس.

### ضباط الجيش النظامي
عندما بدأت الحرب، كان الجيش الأمريكي العامل أو «الجيش النظامي» يتألف من 1080 ضابط مفوض و 15,000 مجند فقط. وبالرغم من أن 142 ضابطا عاديا قد أصبحوا جنرالات اتحادية خلال الحرب، ألا أن معظمهم بقوا «مجمدين» في وحداتهم العادية. وقد أظهر ذلك أن معظم قادة الاتحاد الكبار في الحرب كانوا يتمتعون بخبرة جيش نظامي سابق كبيرة. وخلال الحرب، كان القائد العام لجيش الولايات المتحدة، من أجل الخدمة، وينفيلد سكوت، جورج برينتون ماكليلان، هنري هاليك، وأخيرا يوليسيس جرانت.
- روبرت أندرسون
- دون كارلوس بويل
- جون بوفورد
- أمبروز برنسايد
- إدوارد كانبي [الإنجليزية]
- فيليب سانت جورج كوك
- جاكوب دولسون كوكس
- توماس توربين كريتندن [الإنجليزية]
- توماس ليونيداس كريتندن
- صامويل كورتيس
- أبنر دوبلداي
- جيمس جارفيلد
- كوينسي آدامز جيلمور [الإنجليزية]
- يوليسيس جرانت
- هنري هاليك
- وينفيلد سكوت هانكوك
- جوزيف هوكر (ضابط أمريكي)
- أندرو همفريس
- هنري جاكسون هنت
- جورج برينتون ماكليلان
- إيرفين مكدويل
- جيمس مكفيرسون
- جوزيف مانسفيلد
- جورج ميد
- مونتغومري ميغس [الإنجليزية]
- ديكسون مايلز [الإنجليزية]
- إدوارد أورد
- جون بوب
- جون رينولدز
- وليام روسكرانس
- جون سكوفيلد
- وينفيلد سكوت
- جون سيدغويك
- فيليب شيريدان
- ويليام شيرمان
- أندرو جاكسون سميث
- وليام فارار سميث
- جورج ستونمان
- جورج هنري توماس
- ألفريد توماس أرخميدس توربيرت [الإنجليزية]
- غوفيرنور وارن
- جون وول

### الميليشيات والزعماء السياسيين المعينين للقيادة العسكرية في الاتحاد
بموجب دستور الولايات المتحدة، فإن كل ولاية تجند، تدرب، تسلح، وتحافظ على الميليشيات المحلية؛ ويتم تعيين ضباط الفوج وتعزيزهم من قبل حكامٍ الولايات. بعد أن أجابت الولايات لدعوة لينكولن في 15 أبريل 1861، التي تبلغ مدتها 90 يوما لمتطوعين يبلغ عددهم 75,000 جندي، أصبحت معظم أفواج الولايات والبطاريات تعرف باسم «المتطوعين» للتمييز بين وحدات الولاية والجيش النظامي. ويمكن لضباط الاتحاد على مستوى لواء (الجنرالات) أن يحصلوا على نوعين مختلفين من اللجان الفدرالية: جيش الولايات المتحدة أو متطوعي الولايات المتحدة (مثلا: اللواء العام، الولايات المتحدة الأمريكية كمغاير للواء العام "U.S.A"، متطوعي الولايات المتحدة "U.S.V"). بينما أن معظم جنرالات الحرب الأهلية يمتلكون متطوعين أو رتب ترقية، فإن العديد من الجنرالات يمتلكون كلا النوعين من الرتب؛ معتبرين أن الرتبة العادية أعلى.
- إدوارد ديكنسون بيكر
- ناثانيل برنتيس بانكس
- فرانسيس بريستون بلير، الابن
- بنجامين فرانكلين بتلر
- جوشوا لورانس تشامبرلين
- جون آدمز ديكس
- جون فريمونت
- جون الكسندر ماكليرناند
- دانيال سيكلز

### الضباط الأمريكيين الأصليين والدوليين في جيش الاتحاد
بعكس التركيبة المتعددة الجنسيات للجنود المشاركين، فقد استمد بعض قادة الاتحاد العسكريين من دول أخرى غير الولايات المتحدة.
- الأمير فيليب، كونت باريس
- مايكل كوركوران
- وودزيميرز كريزانوسكي [الإنجليزية]
- توماس فرانسيس ميغير
- إلي صموئيل باركر [الإنجليزية]
- ألبين فرانسيسكو سكويب [الإنجليزية]
- كارل شورتز
- فرانز سيجل
- ريجيس دي تروبرياند [الإنجليزية]
- إيفان تورشانينوف [الإنجليزية]

### القادة البحرية للاتحاد
ساهم الازدهار السريع للبحرية الأمريكية خلال الحرب الأهلية في قدرة الشمال على حصار موانئ وسفن الشحن الكونفدرالية منذ بداية الصراع. رغم أن البحرية الكونفدرالية بعد الانفصال كانت تعاني من أسطول ضعيف مكون من 90 سفينة قديمة، وخسائر الكبيرة في القوى العاملة، ألا أن حملة ابتكارات تكنولوجية ضخمة لبناء السفن تبناها المهندس المدني «جيمس بوكانان إيدز» والمهندسين البحريين مثل «بنيامين فرانكلين إيشيروود» و«جون إريكسون»، مع خبرة يومية مدتها أربع سنوات من مع الصراع البحري الحديث الذي وضع البحرية الأمريكية على الطريق الذي أدى إلى هيمنتها البحرية العالمية في هذا اليوم.
- جون أدولفوس  دالغرن [الإنجليزية]
- تشارلز هنري ديفيس
- صموئيل فرانسيس دو بونت
- ديفيد فاراجوت
- أندرو هول فوت
- سامويل فيليبس لي
- ديفيد ديكسون بورتر
- جون أنكروم وينسلو [الإنجليزية]
- جون لوريمر وردن

## الكونفدرالية
|  |

### قادة الحرب المدنيون
عين «جيفرسون ديفيس» رئيسا مؤقتا في 9 فبراير 1861، وتولى مسؤوليات مماثلة للقائد العام لينكولن؛ وفي 6 نوفمبر 1861 انتخب «ديفيس» ليصبح رئيسا للولايات الكونفدرالية الأمريكية بموجب الدستور الكونفدرالي. وعين «ألكسندر ستيفينز» نائبا لرئيس الولايات الكونفدرالية الأمريكية في 18 فبراير 1861، وتولى فيما بعد مسؤوليات نائب الرئيس المماثلة كما فعل «هانيبال هاملين». خدم العديد من الرجال الكونفدراليين في منصب الأمين العام للحرب، مثل: «ليروي البابا ووكر»، «يهوذا بنيامين»، «جورج راندولف»، «جيمس سيدون»، و«جون بريكنريدج». وكان «ستيفن مالوري» بمنصب الأمين العام للبحرية الكونفدرالي طوال النزاع.

### ضباط الجيش النظامي السابقين
وفي أعقاب الانفصال، رأى العديد من الضباط النظاميين أنهم لا يستطيعون خيانة ولاء وطنهم، ونتيجة لذلك استقال نحو 313 من هؤلاء الضباط من خدمتهم وفي حالات كثيرة حملوا السلاح من أجل الجيش الكونفدرالي. الرئيس الكونفدرالي «جيفرسون ديفيس» الخريج من ويست بوينت والضابط النظامي السابق قد حظى بتقدير كبير لهؤلاء المجندين القيمين من أجل القضية ورأوا أن الضباط النظاميين السابقين منحوا مناصب السلطة والمسؤولية.
- ريتشارد هيرون أندرسون
- بيير بيوريغارد
- ميلدج لوك بونهام
- براكستون براج
- سيمون بوليفار باكنر
- جورج بيب كريتندن
- سامويل كوبر
- جوبال أندرسون إيرلي [الإنجليزية]
- ريتشارد ستوديرت إيويل
- فرانكلين غاردنر
- روبرت سيلدن جارنيت
- جوسيا غورغاس [الإنجليزية]
- ويليام جوزيف هاردي
- أمبروز باول هيل
- دانيال هارفي هيل
- جون بيل هود
- ستونوول جاكسون
- ألبرت سيدني جونستون
- جوزيف إغلستون جونستون
- روبرت إدوارد لي
- ستيفن ديل لي
- مانسفيلد لوفيل
- جيمس لونغستريت
- جون بانكهيد ماغرودر [الإنجليزية]
- همفري مارشال (قائد)
- دابني هرندون موري
- جون هانت مورغان
- جون كليفورد بيمبرتون
- جورج بيكيت
- إدموند كيربي سميث
- غوستافوس وودسون سميث [الإنجليزية]
- جيمس إيويل براون ستيوارت
- وليام بوث تاليافيرو
- إيرل فان دورن
- جوزيف ويلر
- هنري ألكسندر وايس

### الميليشيات والزعماء السياسيين المعينين للقيادة العسكرية للكونفدرالية
كانت أرض «ديفي كروكيت» و«أندرو جاكسون»، ولاية عسكرية تقليدة قوية بشكل خاص في ولايات الجنوب، وكان جزء منها إلى وقت قريب مناطق حدودية. وقد نشأ العديد من القادة العسكريين الكونفدراليين من قيادة وحدة الولاية.
- جون بريكنريدج
- بنجامين فرانكلين تشيثام
- ناثان بيدفورد فورست
- واد هامبتون الثالث [الإنجليزية]
- جيمس كمبر
- بنجامين مكولوتش
- ليونيداس بولك
- ستيرلينغ برايس
- ريتشارد تايلور (قائد)